# HMS Torrington (K577)
HMS Torrington (K577) là một tàu frigate lớp Captain của Hải quân Hoàng gia Anh hoạt động trong Chiến tranh Thế giới thứ hai. Nó nguyên được Hoa Kỳ chế tạo như chiếc DE-568 (chưa đặt tên), một tàu hộ tống khu trục lớp Buckley, và chuyển giao cho Anh Quốc theo Chương trình Cho thuê-Cho mượn (Lend-Lease). Nó là chiếc tàu chiến thứ tư được đặt cái tên này, theo tên Thủy sư Đô đốc Tử tước Torrington (1663–1733), chỉ huy hạm đội Anh trong Trận chiến mũi Passaro năm 1718. Nó đã phục vụ cho đến khi chiến tranh kết thúc tại Châu Âu, hoàn trả cho Hoa Kỳ năm 1946, và cuối cùng bị bán để tháo dỡ vào năm 1947.

## Thiết kế và chế tạo
Buckley là một trong số sáu lớp tàu hộ tống khu trục được Hải quân Hoa Kỳ chế tạo nhằm đáp ứng nhu cầu hộ tống vận tải trong Thế Chiến II, sau khi Hoa Kỳ chính thức tham chiến vào cuối năm 1941. Chúng hầu như tương tự nhau, chỉ với những khác biệt về hệ thống động lực và vũ khí trang bị. Động cơ của phân lớp Backley bao gồm hai turbine hơi nước General Electric để dẫn động hai máy phát điện vận hành hai trục chân vịt, và dàn vũ khí chính bao gồm 3 khẩu pháo pháo 3 in (76 mm)/50 cal.
Những chiếc phân lớp Buckley (TE) có chiều dài ở mực nước 300 ft (91 m) và chiều dài chung 306 ft (93 m); mạn tàu rộng 37 ft 1 in (11,30 m) và độ sâu mớn nước khi đầy tải là 11 ft 3 in (3,43 m). Chúng có trọng lượng choán nước tiêu chuẩn 1.430 tấn Anh (1.450 t); và lên đến 1.823 tấn Anh (1.852 t) khi đầy tải. Hệ thống động lực bao gồm hai nồi hơi và hai turbine hơi nước General Electric công suất 13.500 mã lực (10.100 kW), dẫn động hai máy phát điện công suất 9.200 kilôwatt (12.300 hp) để vận hành hai trục chân vịt;  công suất 12.000 hp (8.900 kW) cho phép đạt được tốc độ tối đa 23 kn (26 mph; 43 km/h). Con tàu mang theo 359 tấn Anh (365 t) dầu đốt, cho phép di chuyển đến 6.000 nmi (6.900 mi; 11.000 km) ở vận tốc đường trường 12 kn (14 mph; 22 km/h).
Vũ khí trang bị bao gồm pháo 3 in (76 mm)/50 cal trên ba tháp pháo nòng đơn đa dụng (có thể đối hạm hoặc phòng không), gồm hai khẩu phía mũi và một khẩu phía đuôi. Vũ khí phòng không tầm gần bao gồm hai pháo Bofors 40 mm và tám pháo phòng không Oerlikon 20 mm. Con tàu có ba ống phóng ngư lôi Mark 15 21 inch (533 mm). Vũ khí chống ngầm bao gồm một dàn súng cối chống tàu ngầm Hedgehog Mk. 10 (có 24 nòng và mang theo 144 quả đạn); hai đường ray Mk. 9 và bốn máy phóng K3 Mk. 6 để thả mìn sâu. Thủy thủ đoàn đầy đủ bao gồm 200 sĩ quan và thủy thủ.
Torrington được đặt lườn như là chiếc DE-568 (chưa đặt tên) tại xưởng tàu của hãng Bethlehem-Hingham Steel Shipyard ở Hingham, Massachusetts vào ngày 22 tháng 9, 1943 và được hạ thủy vào ngày 27 tháng 11, 1943. Con tàu được chuyển giao cho Anh Quốc và nhập biên chế cùng Hải quân Anh như là chiếc HMS Torrington (K577) vào ngày 18 tháng 1, 1944 dưới quyền chỉ huy của Hạm trưởng, Đại úy Hải quân Clement Francis Parker.

## Lịch sử hoạt động
Sau khi hoàn tất việc chạy thử máy và huấn luyện tại vùng biển Casco Bay, Maine và tại khu vực Bermuda, Torrington lên đường đi St. John's và Argentia, Newfoundland để gia nhập một đoàn tàu vận tải cho chuyến đi vượt Đại Tây Dương sang quần đảo Anh. Đến nơi vào ngày 20 tháng 4, 1944, nó đã phục vụ hộ tống và tuần tra trước khi chuyển sang hoạt động như tàu Frigate Kiểm soát Lực lượng Duyên hải (CFCF), chỉ huy một chi hạm đội xuồng phóng lôi MTB (Motor Torpedo Boat) hoạt động tại eo biển Manche và Bắc Hải nhằm đối phó các tàu E-Boat đối phương. Trong cuộc đổ bộ Normandy diễn ra vào ngày 6 tháng 6, 1944, con tàu được điều động đến Sheerness tại khu vực Portsmouth, cùng các tàu chị em Stayner (K573), Trollope (K575), Duff (K352), Thornborough (K574), Retalick (K555) và Chi hạm đội Khu trục 1 tham gia thành phần hộ tống cho sườn phía Đông của lực lượng tấn công.
Vào đêm 21 tháng 7, Torrington cùng với tàu khu trục Melbreak (L73) đã đối đầu với một tàu khu trục và bốn tàu E-boat Đức tại khu vực ngoài khơi Cap d'Antifer, ngăn chặn đối phương xâm nhập vào khu vực các bãi đổ bộ tại Normandy. Vào đêm 23 tháng 12, một tốp xuồng phóng lôi MTB đụng độ với các tàu E-boat đối phương tại khu vực ngoài khơi Hoek van Holland, Hà Lan, đánh chìm một tàu đối phương và gây hư hại thêm hai chiếc khác. Chi hạm đội Đức khi rút lui về khu vực cửa sông Scheldt đã tiếp tục đụng độ với lực lượng tuần tra CFCF của Torrington, ngoài các tàu MTB còn bao gồm tàu chị em  Curzon (K513) và tàu khu trục Walpole (D41) trực thuộc Bộ chỉ huy Nore tháp tùng. Kết quả của trận chiến diễn ra sau đó là thêm hai chiếc E-boat nữa bị đánh chìm và ba chiếc E-boat khác bị hư hại.
Sang đêm 22 tháng 7, hai chi hạm đội E-boat đối phương xuất phát để tấn công. Một tốp lại đi vào khu vực tuần tra thuộc đội CFCF của Torrington. Hai tàu E-boat bị hư hại nặng và đối phương buộc phải rút lui sau màn khói ngụy trang. Vào ngày Giáng Sinh 25 tháng 12, đang khi đi đến vị trí thả neo ngoài khơi Ramsgate, Anh để thủy thủ đoàn được nghỉ ngơi trong ngày lễ, sonar con tàu dò được một mục tiêu. Việc tấn công bằng mìn sâu tiếp theo đã đánh chìm một tàu ngầm bỏ túi Seehund; hai thành viên thủy thủ đoàn bị bắt giữ làm tù binh. Trong đêm 22-23 tháng 1 1945, tại vị trí ngoài khơi Dunkirk, Pháp, sau khi tiêu phí 40 quả mìn sâu, nó lại đánh chìm thêm một tàu ngầm bỏ túi nữa.
Sau khi chiến tranh chấm dứt tại châu Âu, Torrington được đưa về thành phần dự bị tại Londonderry, Bắc Ireland. Con tàu được chính thức hoàn trả cho Hoa Kỳ vào ngày 11 tháng 6, 1946, nhằm giảm bớt chi phí mà Anh phải trả cho Hoa Kỳ trong Chương trình Cho thuê-Cho mượn (Lend-Lease). Do dư thừa so với nhu cầu về tàu chiến sau khi chiến tranh đã chấm dứt, nó được rút tên khỏi danh sách Đăng bạ Hải quân Hoa Kỳ vào ngày 15 tháng 10, 1946 và bị bán để tháo dỡ vào ngày 26 tháng 9, 1947.